# Torri dei Castiglioni
Il castello di Castione, più noto come torri dei Castiglioni, è un maniero tardo-medievale i cui resti sorgono nei pressi della frazione di Zibana, appartenente al comune di Palanzano, in provincia di Parma.

## Storia
Il fortilizio originario a presidio della val Cedra fu edificato in età tardo-medievale; la prima notizia certa della sua esistenza risale infatti al 1393, da un atto di divisione dei feudi della potente famiglia Vallisneri conservato nell'Archivio Segreto Estense. Nello scritto risulta che il castello fosse appartenuto a Simone da Vallisnera, nipote del cavaliere Manuello da Vallisnera, in un periodo compreso tra il 1357, anno di un'altra divisione, e il detto 1393, quando appare tra i possedimenti di Guglielmo da Vallisnera, figlio di suo fratello Veltro.
Per tutto il XV secolo il castello, all'epoca conosciuto come "Castione" o "Castro", fu conteso tra i rami parmense e reggiano della medesima famiglia. Se ne trova riscontro in un'investitura del Marchese Nicolò III d'Este del 18 luglio 1409 in cui il forte di Castione, e nello specifico la sua terza parte viene restituita ad Antonio da Vallisnera, già capitano della cittadella di Reggio, e suo fratello Gardino, dopo che gli fu tolta dallo stesso Guglielmo in un periodo successivo al suo possedimento del castello. Nel 9 maggio 1444 il marchese Leonello d'Este conferma l'investitura del padre ai fratelli Giovan Giacomo, Federico, Raimondo ed Ettore da Vallisnera, nipoti di Antonio.
È probabile che il possesso del fortilizio rimase a questo ramo della famiglia sino alla sua decadenza, avvenuta tra il XVI ed il XVII secolo; la proprietà passò allora ai Castiglioni, ricchi possidenti del luogo.
Nel XVI secolo furono costruite le tre torri ancora oggi superstiti, allo scopo di segnare il confine tra la valle dei Cavalieri e le corti di Monchio.
Il complesso fortificato cadde tuttavia in rovina, tanto che nel 1697 ne rimanevano soltanto alcuni tratti di mura e la cisterna ancora colma d'acqua.
Intorno al 1890 Domenico Castiglioni avviò i lavori di completa ricostruzione delle torri, anche se forse ciò comportò profonde modifiche all'originaria conformazione dell'edificio.
Successivamente la struttura cadde tuttavia una seconda volta nel più profondo abbandono, fino al crollo di numerose porzioni del complesso.

## Descrizione
Del complesso fortificato rimangono oggi soltanto i ruderi di tre alte torri, interamente realizzate in conci irregolari di pietra, frutto della ricostruzione tardo-ottocentesca.
Le strutture, sviluppate su piante circolari, conservano alcune cornici di porte e finestre in blocchi squadrati di pietra grigia, aggiunte probabilmente nell'ultima ricostruzione; si distingue in particolare il portale d'ingresso principale, arricchito in chiave di volta da un bassorilievo raffigurante lo stemma dei Castiglioni, affiancato dall'epigrafe "Amor et Fides".